# Chiesa di San Benedetto (Parma)
La chiesa di San Benedetto è un luogo di culto cattolico dalle forme rinascimentali e neoclassiche, situato in piazzale San Benedetto da Norcia 3, al termine di strada Aurelio Saffi, a Parma, in provincia e diocesi di Parma; è sede di una parrocchia compresa nella zona pastorale della città.

## Storia
La chiesa, con l'annesso monastero, fu fatta edificare nel 947 da Azzo d'Este per i benedettini e fu ricostruita tra il 1498 e il 1501 sotto la direzione dell'architetto Bernardino Zaccagni di Torrechiara, che realizzò anche la facciata; fu ristrutturata e modificata nel 1759.
Nel 1580 papa Gregorio XIII cedette il complesso ai gesuati e nel 1688 la chiesa passò al clero diocesano, mentre il cenobio venne occupato una comunità femminile di oblate e "riconosciute", che lo tennero fino alla dissoluzione degli ordini contemplativi nel 1810.
I salesiani entrarono in possesso di San Benedetto nel 1889 e trasformarono il monastero in collegio; a nord del complesso le figlie di Maria Ausiliatrice aggiunsero il loro convento femminile.

## Descrizione
La chiesa è a navata unica con tre cappelle laterali per lato.
Gli affreschi furono realizzati durante i lavori di restauro del 1759 da Antonio Bresciani e Gaetano Ghidetti.